# Qiagen
QIAGEN N.V. - заснована в Німеччині транснаціональна компанія, що постачає зразки та технології аналізу для молекулярної діагностики, прикладних випробувань, академічних досліджень та фармацевтичних розробок. Компанія має понад 35 офісів у більш ніж 25 країнах світу. Глобальна корпоративна штаб-квартира групи QIAGEN розташована у Венло, Нідерланди. Головна оперативна штаб-квартира знаходиться в Хільдені, Німеччина. Європейська, американська, китайська та азійсько-тихоокеанська регіональні штаб-квартири розташовані відповідно в Хільдені, Німеччина; Джермантауні, Меріленд, США; Шанхаю, Китай; і Сінгапурі. Акції QIAGEN котируються на Нью-Йоркській фондовій біржі (тикер QGEN) та на Франкфуртській фондовій біржі (тикер QIA). Тьєррі Бернар є CEO компанії.

### Придбання та хронологія розвитку компанії
У 2004 році QIAGEN придбала ключові активи компанії Molecular Staging, Inc. Два роки по тому QIAGEN заснувала свою регіональну штаб-квартиру в Азії в Шанхаї. У 2007 році продажі склали 649,8 мільйонів доларів США, в компанії працювало понад 2600 співробітників. QIAGEN придбала Digene за 1,6 мільярда доларів США, що сприяло збільшенню доходів QIAGEN у галузі молекулярної діагностики та діагностики для профілактики захворювань.
У 2009 році QIAGEN почала розбудовувати свій бізнес у сфері персоналізованої охорони здоров'я, придбавши компанію DxS Ltd, в угоді вартістю 95 мільйонів доларів США і придбала SABiosciences Corp. в угоді, яка оцінюється в 90 млн доларів США. Протягом цього року компанія випустила клінічно перевірений діагностичний тест для виявлення H1N1, більш відомого як свинячий грип. . У 2009 році дохід QIAGEN перевищив 1 мільярд доларів США, а штат компанії налічував понад 3 500 співробітників.
У 2010 році QIAGEN придбала компанію ESE GmbH, яка виробляла прилади для проведення молекулярних діагностичних тестів без лабораторної інфраструктури.
У 2011 році QIAGEN придбала Ipsogen S.A. за 101 мільйон доларів США, поповнивши портфель продуктів та інтелектуальної власності компанії у сфері лікування рака крові. QIAGEN також придбала Cellestis Limited за 374 мільйони доларів США, що дало компанії доступ до технології QuantiFERON для виявлення та профілактики захворювань. Компанія відкрила два нових офіси в Азійсько-Тихоокеанському регіоні - у Нью-Делі (Індія) і Тайбеї (Тайвань). Компанія оголосила про комплексну програму реструктуризації, щоб зосередитися на швидкозростаючих сферах, таких як персоналізована медицина та бізнес на ринках, що розвиваються. Програма включає скорочення робочої сили та внутрішню реструктуризацію, яка торкнеться приблизно 10% з 3900 посад компанії.
У 2013 році QIAGEN придбала Ingenuity Systems. QIAGEN також придбала компанію CLC Bio, яка пропонує програмне забезпечення для біоінформатичного аналізу.
У 2015 році QIAGEN придбала технологію збагачення та молекулярного аналізу пухлинних клітин в крові компанії AdnaGen. QIAGEN також придбала ферментні розчини Enzymatic. У березні 2015 року Qiagen продала свій підрозділ у Марселі через викуп менеджменту, що призвело до створення HalioDx. Наприкінці 2015 року була запущена система GeneReader NGS, та завершено придбання Mo Bio Laboratories.
У 2016 році QIAGEN придбала данську компанію з молекулярної діагностики Exiqon.
У 2017 році QIAGEN придбала корпорацію OmicSoft, провідного постачальника високоякісних публічних наборів даних.
У 2018 році QIAGEN перевела свій лістинг акцій на Нью-Йоркську фондову біржу. У квітні 2018 року QIAGEN придбала іспанську фірму STAT-Dx і запустила платформу молекулярної діагностики QIAstat-Dx.
У 2019 році QIAGEN оголосила про придбання активів Formulatrix для розробки платформи цифрової ПЛР. Додаткове придбання N-of-One, приватної американської компанії з підтримки молекулярних рішень і піонера в області клінічної інтерпретації складних геномних даних, дозволило розширити пропозиції Qiagen Clinical Insights (QCI) в області біоінформатики. У жовтні 2019 року QIAGEN уклала угоду з компанією Illumina, яка надає QIAGEN невиключні права на розробку та глобальну комерціалізацію наборів для діагностики *in vitro*, які будуть використовуватися разом з діагностичними приладами Illumina.
У вересні 2020 року QIAGEN оголосила про придбання компанії NeuMoDx Inc. з Мічигану, що дало їй дві повністю інтегровані системи для автоматизованої ПЛР.
У травні 2022 року QIAGEN придбала контрольний пакет акцій компанії BLIRT S.A., додавши нові науково-дослідні та виробничі можливості для створення індивідуальних і стандартизованих рекомбінантних ферментів, а також реагентів для молекулярної біології.
У січні 2023 року компанія оголосила про намір придбати Verogen за 150 мільйонів доларів. Ця угода включала придбання GEDmatch, генетичної генеалогічної служби..
- Qiagen
  - Molecular Staging, Inc. (Acq 2004)
  - Digene (Acq 2007)
  - Corbett Life Science (Acq 2008)
  - DxS Ltd (Acq 2009)
  - SABiosciences Corp. (Acq 2009)
  - ESE GmbH (Acq 2010)
  - Ipsogen S.A. (Acq 2011)
  - Cellestis Limited (Acq 2011)
  - Ingenuity Systems (Acq 2013)
  - CLC bio (Acq 2013)
  - Exiqon (Acq 2016)
  - STAT-Dx (Acq 2018)
  - Formulatrix (Acq 2019)
  - OmicSoft (Acq 2017)
  - N-of-One (Acq 2019)
  - Molecular Staging, Inc. (Acq 2020)
  - NeuMoDx Molecular Inc (Acq 2020)
  - Verogen (Acq 2023)